# Pelochyta lystra
Pelochyta lystra là một loài bướm đêm thuộc phân họ Arctiinae, họ Erebidae.